# Dustin Jacoby
Dustin Anthony Jacoby (Fort Morgan, 4 de abril de 1988) é um lutador americano de artes marciais mistas, atualmente competindo no peso médio do Ultimate Fighting Championship.

## Carreira no MMA

### Ultimate Fighting Championship
Jacoby era esperado para enfrentar Brad Tavares em sua estreia no UFC no dia 29 de outubro de 2011 no UFC 137, substituindo o lesionado Tim Credeur. Entretanto, Tavares teve que se retirar da luta e foi substituído por Clifford Starks. Jacoby perdeu por decisão unânime.
Em sua segunda luta, Jacoby foi finalizado por Chris Camozzi em 28 de janeiro de 2012 no UFC on Fox 2. Ele foi liberado pelo UFC, após perder as duas lutas na organização.

### Retorno ao UFC
Após 8 anos, Jacoby voltou a ser contratado pelo UFC e tem sua reestreia prevista para o dia 31 de outubro de 2020.

## Cartel no MMA
| Cartel no MMA   |             |            |
| 22 lutas        | 16 vitórias | 5 derrotas |
| Por nocaute     | 9           | 1          |
| Por finalização | 1           | 2          |
| Por decisão     | 6           | 2          |
| Empates         | 1           | 1          |

## Não atualizado desde 2022.
| Res.    | Cartel | Oponente            | Método                                    | Evento                                    | Data       | Round | Tempo | Local                              | Notas                                         |
| ------- | ------ | ------------------- | ----------------------------------------- | ----------------------------------------- | ---------- | ----- | ----- | ---------------------------------- | --------------------------------------------- |
| Vitória | 16-5-1 | Michał Oleksiejczuk | Decisão (unânime)                         | UFC 272: Covington vs. Masvidal           | 05/03/2022 | 3     | 5:00  | Las Vegas, Nevada                  |                                               |
| Vitória | 15-5-1 | John Allan          | Decisão (unânime)                         | UFC 268: Usman vs. Covington 2            | 06/11/2021 | 3     | 5:00  | Nova Iorque                        |                                               |
| Empate  | 14-5-1 | Ion Cuțelaba        | Empate (dividido)                         | UFC on ESPN: Reyes vs. Procházka          | 01/05/2021 | 3     | 5:00  | Las Vegas, Nevada                  |                                               |
| Vitória | 14-5   | Maxim Grishin       | Decisão (unânime)                         | UFC Fight Night: Rozenstruik vs. Gane     | 27/02/2021 | 3     | 5:00  | Las Vegas, Nevada                  |                                               |
| Vitória | 13-5   | Justin Ledet        | Nocaute Técnico (chutes na perna e socos) | UFC Fight Night: Hall vs. Silva           | 31/10/2020 | 1     | 2:38  | Las Vegas, Nevada                  | Retorno ao UFC.                               |
| Vitória | 12-5   | Ty Flores           | Decisão (unânime)                         | Dana White's Contender Series 27          | 04/08/2020 | 3     | 5:00  | Las Vegas, Nevada                  | Retornou aos Meio Pesados.                    |
| Vitória | 11-5   | Cody East           | Decisão (unânime)                         | SCL 74: King of Sparta Heavyweight Series | 29/06/2019 | 3     | 5:00  | Golden, Colorado                   | Estreia nos Pesados.                          |
| Derrota | 10-5   | John Salter         | Finalização (mata leão)                   | Bellator 132                              | 16/01/2015 | 2     | 3:33  | Temecula, California               |                                               |
| Derrota | 10-4   | Muhammed Lawal      | Nocaute Técnico (socos)                   | Bellator 123                              | 05/09/2014 | 2     | 1:13  | Uncasville, Connecticut            | Estreia no Bellator.                          |
| Vitória | 10-3   | Lucas Lopes         | Nocaute Técnico (chute na cabeça e socos) | Titan FC 29                               | 22/08/2014 | 1     | 4:15  | Fayetteville, North Carolina       | Volta aos Meio Pesados.                       |
| Vitória | 9-3    | Andrew Sanchez      | Decisão (dividida)                        | CCCW: The Uprising                        | 02/03/2013 | 3     | 5:00  | Springfield, Illinois              |                                               |
| Derrota | 8-3    | David Branch        | Decisão (unânime)                         | WSOF 1                                    | 13/11/2012 | 3     | 5:00  | Las Vegas, Nevada                  |                                               |
| Vitória | 8-2    | Tim Williams        | Nocaute Técnico (interrupção médica)      | Cage Fury FC 16                           | 24/07/2012 | 1     | 4:04  | Atlantic City, New Jersey          | Ganhou o Cinturão Peso Médio do Cage Fury FC. |
| Vitória | 7-2    | Billy Johnson       | Nocaute (soco)                            | Hoosier Fight Club 11                     | 02/06/2012 | 1     | 0:45  | Valparaiso, Indiana                |                                               |
| Derrota | 6-2    | Chris Camozzi       | Finalização (guilhotina)                  | UFC on Fox: Evans vs. Davis               | 28/01/2012 | 3     | 1:08  | Chicago, Illinois                  |                                               |
| Derrota | 6-1    | Clifford Starks     | Decisão (unânime)                         | UFC 137: Penn vs. Diaz                    | 29/10/2011 | 3     | 5:00  | Las Vegas, Nevada                  | Estreia no UFC.                               |
| Vitória | 6-0    | Billy Horne         | Nocaute Técnico (socos)                   | AP: Riverfists 2011                       | 04/09/2011 | 1     | 0:37  | Cincinnati, Ohio                   |                                               |
| Vitória | 5-0    | Ryan Sturdy         | Nocaute Técnico (interrupção médica)      | XFO: Xtreme Fighting Organization 40      | 25/06/2011 | 2     | 2:31  | Lakemoor, Illinois                 |                                               |
| Vitória | 4-0    | Oscar Glover        | Nocaute Técnico (socos)                   | CCCW: Fight Night 3                       | 30/04/2011 | 1     | 2:25  | St. Louis, Missouri                |                                               |
| Vitória | 3-0    | Ryan Braun          | Finalização (triângulo)                   | Disorderly Conduct: St. Patty's Showdown  | 12/03/2011 | 1     | 1:05  | Omaha, Nebraska                    |                                               |
| Vitória | 2-0    | David Gaston        | Nocaute Técnico (socos)                   | CCCW 6                                    | 29/01/2011 | 1     | 0:54  | Springfield, Illinois              |                                               |
| Vitória | 1-0    | Dan McGlasson       | Nocaute Técnico (socos)                   | CCCW                                      | 27/11/2010 | 1     | 2:09  | St. Louis, Missouri, United States | Estreia nos Médios.                           |